# Krepšinio klubas Nevėžis Kėdainiai
Il K.K. Nevėžis Kėdainiai è una società cestistica avente sede nella città di Kėdainiai, in Lituania. Fondata nel 1992, gioca nel campionato lituano.
Disputa le partite interne nella Kėdainiai Sports School.